# Yonekura Masakoto
Yonekura Masakoto est un nom japonais traditionnel ; le nom de famille (ou le nom d'école), Yonekura, précède donc le prénom (ou le nom d'artiste).
Yonekura Masakoto (米倉昌言, 13 avril 1837-27 février 1909) est le 8e et dernier daimyō du domaine de Mutsuura dans la province de Musashi au nord du Honshū (moderne préfecture de Kanagawa) pendant la période du bakumatsu.

## Biographie
Yonekoto Masakoto est le 6e fils de Yonekura Masanaga, 7e daimyō du domaine de Mutsuura. En mai 1868, il est présenté au shogun Tokugawa Iesada lors d'une audience formelle et le 24 juin 1860 en raison de l'effacement de son père pour cause de maladie, devient le chef du clan Yonekura et daimyō du domaine de Mutsuura. Il occupe un certain nombre de postes de cérémonie au sein de l'administration du shogunat Tokugawa, dont gardien de porte au château d'Osaka et participe tant à la première qu'à la seconde expédition de Chōshū. En 1867, il est affecté au service de garde de l'arsenal naval de Yokosuka. Cependant, en 1868 au cours de la guerre de Boshin de la restauration de Meiji, il capitule face aux forces de l'alliance Satchō sans combattre. Pour cette raison, il est confirmé comme gouverneur du domaine de Mutsuura en juin 1869. Il quitte le service public avec l'abolition du système han en juillet 1871.
En 1887, il est anobli avec le titre de vicomte (shishaku) dans le cadre du nouveau système nobiliaire (kazoku) mis en place par le gouvernement de Meiji.
Yonekura Masakoto est marié à une fille de Suwa Tadamichi, daimyō du domaine de Suwa dans la province de Shinano.

## Source de la traduction
- (en) Cet article est partiellement ou en totalité issu de l’article de Wikipédia en anglais intitulé « Yonekura Masakoto » (voir la liste des auteurs).